# Carl von Ossietzky
Carl von Ossietzky (Hamburg, 1889. október 3. – Berlin, 1938. május 4.) Nobel-békedíjas német pacifista újságíró, lapszerkesztő.

## Élete

### Ifjúkora
Apja korai halála után szerény körülmények között nőtt fel. Előbb egy katolikus nagynéninél, majd édesanyja újbóli férjhezmenetele után az ő új evangélikus családjában nevelkedett. 1904-ig egy hamburgi középiskolába járt, utána egy magániskolába. 1907-től a hamburgi törvényszéken írnokoskodott. Első cikke 1911-ben jelent meg a Das freie Volk című újságban. A Hohenzollern birodalom utolsó éveinek militarizmusa vezette el a pacifizmus eszméihez. 1912-ben belépett a Deutschen Friedensgesellschaft-ba (Német Béketársaság). 1914-ben felmondott a törvényszéken, és szűkkörű előadásokat tartott a Béketársaságban, amelyeket a felesége szervezett. 1914-ben az erfurti katonai bíróság kritizálása miatt pénzbüntetéssel sújtották. 1916-tól a nyugati fronton teljesített katonai szolgálatot, ahonnan 1918 elején egy belgiumi hadikórházban bocsátották el.

### Pályafutása
1919-től Hamburgban szabadúszó újságíróként dolgozott; itt jelent meg első önálló kiadványa, a Der Anmarsch der neuen Reformation. 1919-ben belépett az FZAS (reform szabadkőművesek) hamburgi páholyába. 1920-ig a Béketársaság titkáraként tevékenykedett Berlinben. Ugyanebben az időben alapító tagja lett a későbbi Nie-wieder-Krieg! (Soha többé háborút!) mozgalomnak. 1920 végétől kezdve rendszeres munkatársa lett a Berliner Volks-Zeitungnak, ahol már 1919-től kezdve publikált. Az ezt következő időszakban berlini balliberális lapoknak dolgozott. 1924-ben részt vett a Republikánus Párt alapításában, de ennek választási veresége után többé nem csatlakozott egyik párthoz sem.
Ossietzky ugyan nem fejezte be a felsőfokú tanulmányait, de újságírói karrierje alatt széles témaköröket fogott át, a színháztól a feminizmusig. A weimari köztársaság évei (1919–1933) alatt írt politikai kommentárjai a demokrácia és a pluralisztikus társadalom híveként mutatják be. 1927-ben Kurt Tucholsky utódjaként a Die Weltbühne című lapot szerkesztette.
1931-ben vádat emeltek ellene hazaárulásért, és tizennyolc havi börtönre ítélték, mert az általa szerkesztett újság részleteket közölt arról, hogy Németország megszegte a  versailles-i békeszerződés feltételeit azáltal, hogy újraszervezték a Luftwaffét és pilótáit a Szovjetunióban képezték ki. Nyolc hónapi börtön után amnesztiával szabadult. 1990-ben a lánya, Rosalinda von Ossietzky-Palm perújrafelvételért folyamodott, de a német Legfelsőbb Bíróság 1992-ben fenntartotta az ítéletet.
Ossietzky állandó figyelmeztető hang volt a Hitler hatalomra jutása utáni években. 1933. február 28-án, a Reichstag felgyújtása után letartóztatták és az Oldenburg melletti esterwegeni koncentrációs táborba vitték. 1935-ben neki ítélték a Nobel-békedíjat, de a nácik nem engedték az átadási-átvételi ünnepségre Oslóba utazni. Ossietzky ekkor kiadott egy nyilatkozatot, hogy nem ért egyet a hatóságokkal abban, hogy a díj elfogadásával kirekesztené magát a német nép közösségéből. Az 1935-ös Nobel-békedíjat visszamenőleg 1936. november 23-án kapta meg.

### Utolsó évei
1936 májusában a berlini rendőrségi kórházba küldték a súlyos tuberkulózisa miatt. 1938-ban halt meg a berlini Nordend kórházban, rendőri őrizetben. A halál oka a tuberkulózis és a koncentrációs tábor utóhatása volt.

### Emlékezete
Ma az oldenburgi egyetem és a hamburgi egyetem könyvtára az ő nevét viseli. Oldenburg városa 1986 óta Carl von Ossietzky-díjat, a berlini Liga für Menschenrechte Carl von Ossietzky-érmet adományoz.

## Galéria

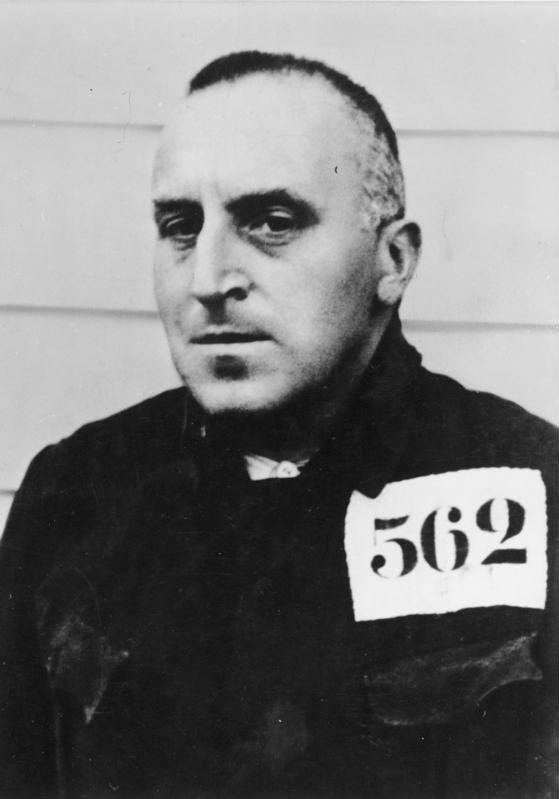
Carl von Ossietzky rabként egy náci koncentrációs táborban
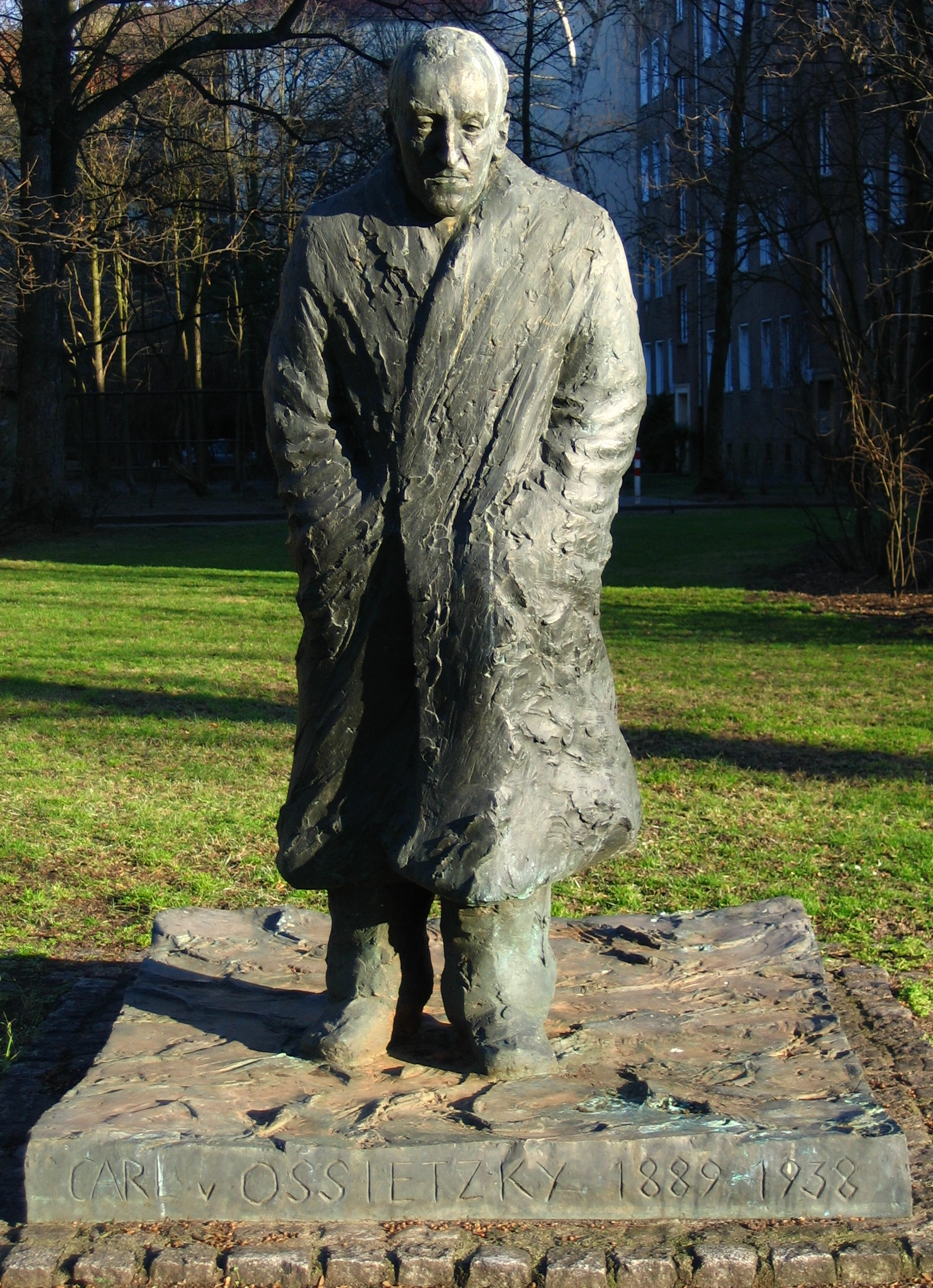
Carl von Ossietzky emlékmű Berlinben
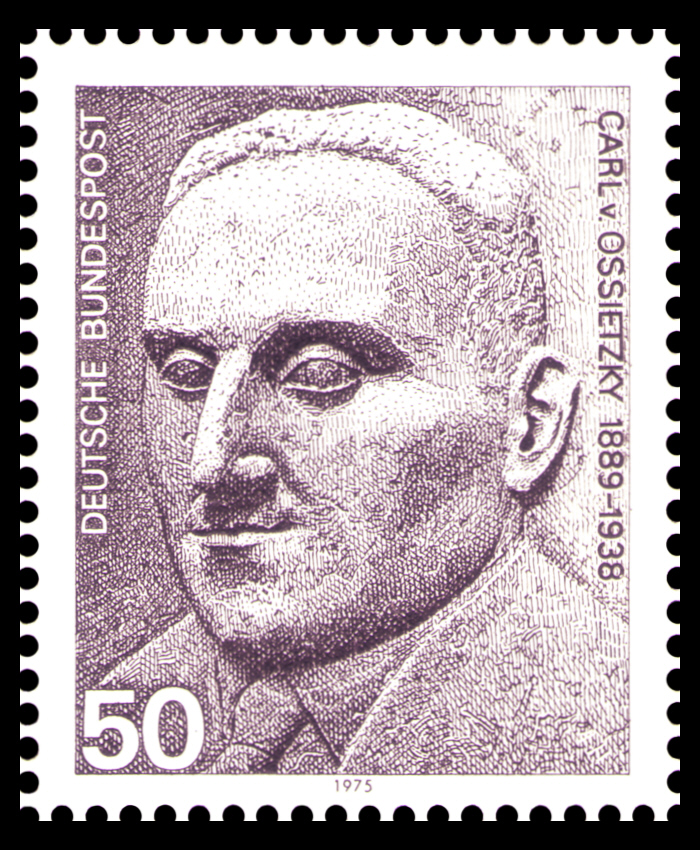
Carl von Ossietzky arcképe a Nobel-díjasok bélyegsorozatban

## Fordítás
- Ez a szócikk részben vagy egészben  a   Carl von Ossietzky című angol Wikipédia-szócikk ezen változatának fordításán alapul.  Az eredeti cikk szerkesztőit annak laptörténete sorolja fel. Ez a jelzés csupán a megfogalmazás eredetét és a szerzői jogokat jelzi, nem szolgál a cikkben szereplő információk forrásmegjelöléseként.